# 하이브리드 (동력)
하이브리드는 가솔린엔진이나 디지털엔진 등 내연기관 동력과 축전지에 의한 모터의 회전동력을 뜻한다

## 하이브리드 자전거
산악용 자전거와 경기용 자전거의 혼합형으로, 속력을 자유자재로 조정할 수 있도록 변속기를 1단에서 18단까지 했고, 핸들은 일자형으로 장시간 주행시에도 피로감이 적다. 시내 주행 및 가까운 하이킹용으로 적합한 자전거이다.
가격은 20만원대부터 170만원대까지 다양하다.

## 하이브리드 자동차
화석연료와 전기를 이용하여 연비를 높이는 동시에 주행성능을 강화하기 위해 만들어진 자동차를 말한다.
최초의 하이브리드차는 1899년 페르디난드 포르쉐가 만든 mixte다.
배터리 기술이 충분하지 못하던 시절 이 차는 엔진의 힘으로 전기를 만들고 그 전기를 이용해 모터를 구동하는 방식으로 만들어진 차다.
이와 같은 형식의 차를 현대적 구분으로는 시리즈 하이브리드라고 한다. 2010년도 하반기 양산 예정인 GM의 시보레 볼트가 시리즈 하이브리드 방식을 도입한 최초의 양산차가 될 예정이다.
이후 아우디 등 유럽 자동차 메이커들도 다양한 하이브리드카 시제품 100여대를 내놨지만, 그다지 높지 않은 연비와 늘어난 무게 등으로 친환경성과 시장성에 큰 의미를 얻지 못해 실제 양산으로 이어지지는 않았다.
1997년 일본의 도요타에서 최초의 하이브리드 양산차를 내놨다.
내장된 모터를 통해 배터리를 충전하는 등 배터리가 중요한 부품이기 때문에, 일부 차량에는 전기자동차같이 배터리를 충전하여 이용하는 플러그 인 하이브리드도 등장했다.
도요타자동차 - 프리우스(1997년부터)
도요타가 프리우스는 근대적인 의미의 대량생산 하이브리드로 등장한 최초의 차다.
혼다 - 인사이트
혼다는 세계에서 가장 싼 하이브리드 자동차 인사이트를 출시해 일본내에서 인기를 끌고 있다. 2009년 4월 기준으로 일본에서 가장 많이 판매된차이다.
현대자동차 - 아반떼 LPi 하이브리드(2009년 7월 출시)
현대는 아반떼 LPi하이브리드를 내놨다. 이어 동일한 기술로 포르테 하이브리드 LPi도 등장했다.
현대기아차 그룹은 이 차들의 연비가 17.8km/l로 도요타나 혼다의 하이브리드에 비해 크게 떨어지는 수준이지만, 이들은 한국시장내에서 값싼 LPG를 연료로 하고 있기 때문에 실제 경제성은 오히려 우수하다고 주장하고 있다. 이 차들의 출시 시점에서 LPG가격은 휘발유 가격의 45%에 불과해 가솔린 1리터 가격으로 38km를 달릴 수 있다는 것이다.

## 하이브리드 로켓
로켓 추진연료에 고체연료와 기체나 액체의 산화제를 사용하는 로켓.

## 하이브리드 굴삭기
하이브리드 자동차와 비슷한 작동원리를 갖고 있다. 평소 남는 동력을 전기로 저장했다가 추후 작업에 사용하는 것이다. 그러나 엔진-기어-바퀴 순으로 에너지가 전달되는 자동차에 비해 유압을 한번 더 거친다는 점이 다르다. 이 때문에 기술 개발이 자동차에 비해 더 어렵다는 지적도 있다. 일본 고마쓰가 디젤엔진과 전기 모터를 함께 쓰는 유압 굴착기를 세계 최초로 상용화했다. 두산인프라코어도 하이브리드 굴착기를 개발 중이다. 최초의 하이브리드 굴삭기는 현대중공업이 개발에 성공하였다. 디젤엔진과 전기모터를 함께 사용하는 기존의 굴삭기 보다 연비가 25% 개선된 친환경 장비로써 2011년에 양산에 돌입 할 예정이라고 한다.

## 기타
자동차나 로켓 외에도 어선이나 비행기 자전거 등 각 분야에서 복수의 동력원을 함께 사용할 수 있는지 연구되고 있다.

## 같이 보기
- 하이브리드 차량